# Anthony Lawlor

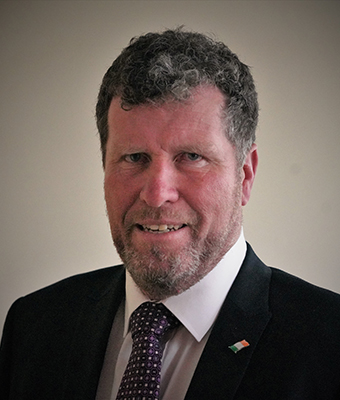
Anthony Lawlor

Anthony Lawlor (irisch Antóin Ó Leathlobair; * 13. Juni 1959 in Johnstown, County Kildare, Republik Irland) ist ein irischer Politiker der Fine Gael und war von 2011 bis 2016 Teachta Dála (Abgeordneter) im Dáil Éireann, dem Unterhaus des irischen Parlaments, sowie von 2018 bis 2020 Mitglied des Seanad Éireann.
Anthony Lawlor ist der Sohn von Tony und Patsy Lawlor. Er studierte am University College Dublin und an der Maynooth University und wurde nach dem Abschluss Lehrer. Für zwei Jahre arbeitete er in diesem Beruf auf Vanuatu. Seit 1997 arbeitete er als hauptberuflicher Landwirt. 1998 rückte er als unabhängiger Kandidat in den Kildare County Council nach und wurde 1999 gewählt. 2004 trat er nicht zur Wahl an. 2009 trat er dann als Mitglied der Fine Gael bei den Kommunalwahlen an und konnte erneut einen Sitz im Kildare County Council erringen. Er trat dann bei den Wahlen zum Dáil Éireann 2011 im Wahlkreis Kildare North an und konnte für die Fine Gael einen Sitz erringen, den er jedoch bei den Wahlen 2016 nicht verteidigen konnte. Nach dem Rücktritt von Trevor Ó Clochartaigh aus dem Seanad, gelang es ihm bei der Nachwahl in den Seanad einzuziehen. 
Er trat noch einmal, aber ohne Erfolg, bei den Wahlen zum Dáil Éireann 2020 an. Für den Seanad trat er 2020 nicht mehr an.